# 探偵マイク・ハマー 俺が掟だ!
『探偵マイク・ハマー 俺が掟だ!』（たんていマイク・ハマー おれがおきてだ、原題：I, the Jury）は、1982年制作のアメリカのネオノワール・犯罪スリラー映画。
ミッキー・スピレイン原作のハードボイルド小説の私立探偵マイク・ハマー・シリーズ「裁くのは俺だ」の映画化。

## あらすじ
ニューヨークの私立探偵マイク・ハマーのベトナム時代の戦友のジャックが、下腹部を撃ち抜かれるという残忍な方法で殺された。
ジャックの復讐を誓ったマイクは事件の調査を開始した。マイクはジャックの別居中の妻から、彼が性的不能者で、セックス・カウンセリング・クリニックヘ通っていたこと、最近大きな儲け話を見つけたと言っていたことなどを聞く。また、ジャックの戦友のジョーからは、ジャックが元CIAのロメロ大佐に近づいていたことを聞き、ロメロが犯人ではないかと推察する。
マイクは次に、セックス・カウンセリング・クリニックの院長のシャーロットに接近するが、彼女は患者の秘密は言えないと協力を拒否する。
やがて、ロメロがベトナム戦争中に特殊な薬を使って洗脳実験を行っていただけでなく、戦争中に開発された覚醒剤を売りさばいてあくどい商売をしていることが判明する。
しかし、悪の主謀者はもう一人別にいた…。

## スタッフ
- 監督：リチャード・T・ヘフロン
- 脚本：ラリー・コーエン
- 音楽：ビル・コンティ

## キャスト
- マイク・ハマー：アーマンド・アサンテ（吹替：堀勝之祐）
- シャーロット・ベネット：バーバラ・カレラ（吹替：風間舞子）
- ヴェルダ：ローレン・ランドン（吹替：山田栄子）
- チャールズ・カレツキー：アラン・キング（吹替：富田耕生）
- ジョー・バトラー：ジェフリー・ルイス（吹替：仲木隆司）
- パット・チェンバース：ポール・ソルヴィノ（吹替：細井重之）
- ロメロ：バリー・シュナイダー（吹替：中田浩二）
- チャールズ・ケンドリックス：ジャドソン・スコット（吹替：曽我部和恭）
- グッドウィン：F・J・オニール（吹替：加藤精三）
- エヴァンス：ドン・パイク（吹替：秋元羊介）

テレビ放映：テレビ朝日「日曜洋画劇場」 1986年8月17日